# الكنيسة الإستونية الأرثوذكسية
الكنيسة الإستونية الأرثوذكسية (بالإستونية: Eesti Apostlik-Õigeusu Kirik) وتعرف أيضا بالكنيسة الإستونية الرسولية الأرثوذكسية. هي كنيسة أرثوذكسية شرقية شبه مستقلة في إستونيا.

## لمحة تاريخية
كانت سابقا تتبع الكنيسة الروسية الأرثوذكسية، ولكن عام 1923 وبقرار من المجمع الأرثوذكسي أصبحت مستقلة في إدارة شؤونها الخاصة مع التبعية للبطريرك المسكوني في القسطنطينية فيما يتعلق بالأمور الخارجية.
ومع انتهاء الحرب العالمية الثانية تم ضم إستونيا رسميا للاتحاد السوفييتي، رافق ذلك ضم الكنيسة الإستونية الأرثوذكسية لنظيرتها الروسية وذلك رغم معارضتها ومعارضة بطريرك القسطنطينية. ولكن عام 1996 عادت أمور هذه الكنيسة إلى نصابها وإلى ما كانت عليه قبل الحرب.
يتبع هذه الكنيسة بحسب الإحصائيات الرسمية لعام 2003 قرابة العشرين ألف إستوني موزعين على 60 رعية. ويرأسها المتروبوليت استفانوس متروبوليت مدينة تالين وسائر إستونيا.

## وصلات خارجية
- الموقع الرسمي للكنيسة الإستونية الأرثوذكسية